# Boris Savoldelli
Boris Savoldelli (Breno, 21 luglio 1970) è un vocal performer italiano attivo dalla fine degli anni ottanta.
Cantante italiano, si avvicina al rock in età giovanile e successivamente al jazz e alla sperimentazione.
Dopo una serie di album tra il rock ed il funk pubblica nel 2008, autoprodotto e distribuito per l'etichetta discografica BTF-VM2000, il cd per sola voce e looper dal titolo Insanology (che vede il contributo, in due brani, di Marc Ribot).
Nel 2009 pubblica, per l'etichetta newyorkese Moonjune, il cd dal titolo Protoplasmic, disco fortemente sperimentale registrato a New York in duo con Elliott Sharp.
Nel marzo 2011 esce, sempre per l'etichetta Moonjune, il nuovo cd dal titolo Biocosmopolitan, un ritorno alle sonorità più melodiche che hanno caratterizzato "Insanology". L'album, sempre per sola voce e looper vede la presenza, in veste di ospiti, del trombettista Paolo Fresu e del bassista newyorkese Jimmy Haslip.
Nel mese di settembre 2014 esce il nuovo cd in duo con il chitarrista di Boston Garrison Fewell dal titolo "Electric Bat Conspiracy", prodotto dall'etichetta americana CNM, Creative Nation Music.
Il 2 ottobre 2015 riceve a Mosca il Premio Letterario Internazionale Sergey Esenin nella sezione "La Parola Cantata" a seguito della pubblicazione, con il quartetto russo Feelin's, del cd Yesenin Jazz, cui segue un secondo volume collettivo con la partecipazione di, tra gli altri, Bill Evans, Igor Butman, Frank Vaganée e Valery Ponomarev.
Nel mese di maggio 2016, sempre per Moonjune records, viene pubblicato il cd in trio con Raffaele Casarano (sax ed elettronica) e Marco Bardoscia (contrabbasso ed elettronica) intitolato The Great Jazz Gig in the Sky, una rilettura jazz del capolavoro dei Pink Floyd The Dark Side Of The Moon.
Sempre nel 2016 inizia un'importante collaborazione con il Politecnico di Milano, dipartimento di Music Computing dove, con alcuni docenti e ricercatori dell'università, inizia a sviluppare prototipi di nuovi controller audio in 3D per voce.
Nel 2017 forma il trio La Compagnia del Trivelìn con Roberto Zorzi (chitarre) e Massimo Barbiero (batteria). Il trio registra una performance live che diventa un album (Nella Terra dei Frippi, pubblicato da Kutmusic a inizio 2018).
Nel 2018 pubblica per la Caligola Records l'album Nostalgia Progressiva con Maurizio Brunod (chitarra e campionamenti) e Giorgio Li Calzi (tromba, flicorno, tastiere ed elettronica), una rilettura di brani dei King Crimson, Nucleus, Le Orme, Kraftwerk, Elvis Costello e Beatles
Titolare della Cattedra di Canto Jazz del Conservatorio "L. Marenzio" di Brescia, ha insegnato Canto Jazz nei Conservatori di Venezia, Monopoli e La Spezia.